# McKenzie Hawkins
Pour les articles homonymes, voir Hawkins.
Pas d'image ? Cliquez ici

a Compétitions nationales et continentales officielles uniquement.

b Matchs officiels uniquement.
Dernière mise à jour le 1 mai 2025.
McKenzie Hawkins, née le 8 janvier 1997 à Knoxville (États-Unis), est une joueuse internationale américaine de rugby à XV évoluant au poste de demi d'ouverture. Elle joue au Colorado Gray Wolves RC.

## Biographie
McKenzie Hawkins naît le 8 janvier 1997 à Knoxville aux États-Unis. Elle commence la pratique du rugby à XV à l'âge de dix ans. Son père est un entraineur local, en charge d'une équipe féminine. Puis, elle joue avec l'équipe de son lycée et est nommée dans l'équipe de l'année du championnat scolaire des États-Unis à deux reprises en trois ans. De 2014 à 2019, elle est sélectionnée avec toutes les catégories d'âge de l'équipe nationale (moins de 18, 20 et 23 ans).
Elle devient internationale américaine senior en 2018 à Chicago, contre les Black Ferns. En 2019, elle remporte un titre national avec les Glendale Merlins (en) (qui deviennent plus tard le Colorado Gray Wolves RC).
En 2022, McKenzie Hawkins joue pour le club des Life West Gladiatrix (en) en Californie. En septembre 2022, elle est retenue par l'équipe des États-Unis pour disputer la Coupe du monde en Nouvelle-Zélande.
L'année suivante elle est sélectionnée pour la Pacific Four Series. Titulaire à l'ouverture, la compétition se solde par trois défaites en trois rencontres.[réf. nécessaire] Elle n'est pas appelée pour la première édition du WXV.
En 2024, elle est sélectionnée pour disputer la Pacific Four Series : elle est titulaire lors de la victoire contre l'Australie, qui qualifie les Eagles pour le WXV 1. De retour en club, elle remporte le championnat national avec les Gray Wolves. Puis, convoquée pour le WXV, elle est titularisée à trois reprises à l'ouverture.[réf. nécessaire]
McKenzie Hawkins est en doctorat à l'université du Colorado dans le domaine des sciences de l'environnement.

## Palmarès
- Vainqueur du Championnat universitaire des États-Unis en 2018 et 2019.
- Vainqueur du Championnat des États-Unis en 2019 et 2024.